# Библиотерапия

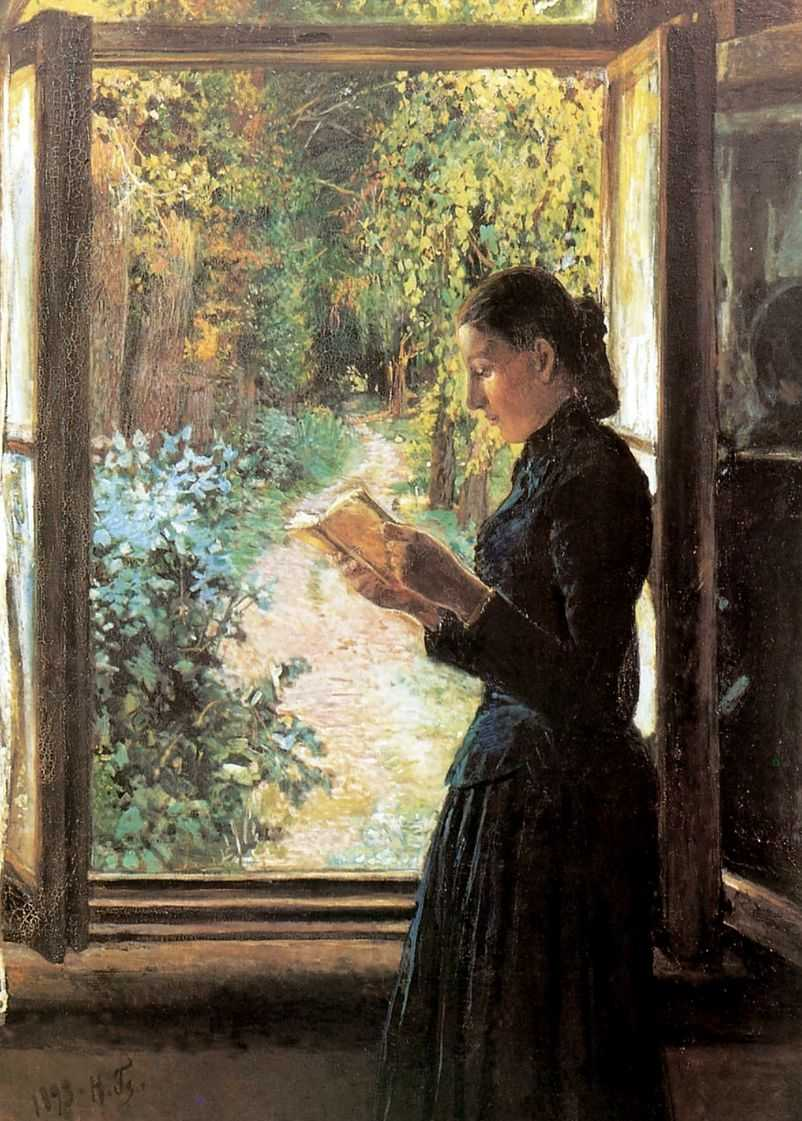
Картина Николая Ге

Библиотерапи́я (от лат. biblio — книга и гр. therapia — лечение) — метод психотерапии, использующий литературу как одну из форм лечения словом. Применяется для коррекции психического состояния с помощью направленного чтения специально подобранной литературы. При библиотерапии может использоваться как научно-популярная литература (например, книги о психотерапии), так и художественная.
Благодаря особому библиотерапевтическому эффекту от идентификации с героями, вчувствования в их переживания и другим исцеляющим состояниям (успокоение, удовольствие, повышение активности) происходит прояснение неразрешённых конфликтов человека, личностных проблем, изменение настроения.
Библиотерапия представляет собой приём руководства чтением для библиотекаря и психотерапевтическую методику для психолога и психотерапевта.

## История

Скульптурная композиция «Читающие девушки», г. Курган

Библиотека фараона Рамзеса II (1300 год до н. э.) имела надпись над входом: «Аптека для души». Использование книг в лечебных целях упоминалось также в 1272 году в больнице Каира (рекомендовалось чтение Корана как часть лечения пациентов). Предписание использовать книги для того, чтобы помочь людям справиться с психическими и физическими недугами, было распространено в общественных, медицинских и исправительных учреждениях Средневековья.
В XVIII веке подобная терапия получила широкое распространение в психиатрических больницах Европы, а в России XIX—XX вв. развитием этой терапии занимались следующие врачи:
- И. Е. Дядьковский, 1836[7] («конкретному синдрому соответствует определённый текст художественной литературы»); В. М. Бехтерев («либропсихотерапия»)
- Психотерапевт И. З. Вельвовский («либропсихопедия»)[8];
- А. Е. Алексейчик[9];
- О. Н. Кузнецов («эстетотерапия»[3],«пациенто-центрированная библиотерапия»)
- Библиотековеды, библиопсихологи: А. М. Миллер; Н. А. Рубакин («библиопсихология»), О. Кабачек; В. Н. Мясищев и др.[5]
- Специально для работы с заикающимися данный метод был модифицирован Ю. Б. Некрасовой.[1]
- Н. А. Рубакин развивал идеи Э. Геннекена (Эннекена) о том, что «почитатели определённого писателя подобны ему особенностями душевной организации» (закон Геннекена)[10].

Термин «библиотерапия» ввёл в 1916 году американский исследователь С. Крозерс (S. Crothers) (в 1941 году определение было добавлено в Dorland’s Illustrated Medical Dictionary). 
Примеры целебного воздействия книг на человека отражены также в художественной литературе: предлагалось лечить нарывы на лице чтением смешных книг (Эразм Роттердамский), принимать как лекарство по 3-4 страницы из романа Смолетта или Шопенгауэра (И. Ялом «Шопенгауэр как лекарство»), лечить болезнь перелистыванием страниц книги (сказки «1001 ночи»), читать свои комедии преступникам для исправления их натуры (Аристофан), лечить хандру: «… Как мысли чёрные к тебе придут, // Откупори шампанского бутылку // Иль перечти „Женитьбу Фигаро“» (Пушкин).

Книги наши руководители в юности и утешители в старости. Они - поддержка одинокому и позволяют ему не тяготиться самим собой. Благодаря им мы легче переносим коварство людей и обстоятельств, смиряемся с заботами, справляемся со страстями и разочарованиями. — Джереми Кольер, XVII в.

## Содержание метода

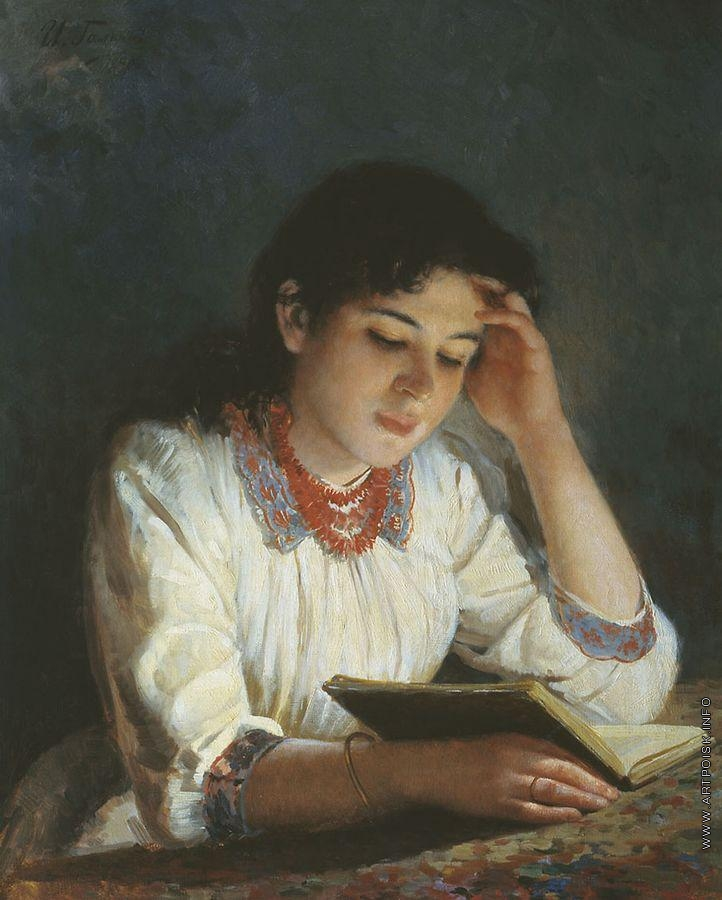
И.С. Галкин «За чтением»

Специалист по библиотерапии подбирает литературу с учётом индивидуальных особенностей человека, клинической картины заболевания, ситуации и возраста человека (библиотерапия для детей, подростков, пожилых, инвалидов); составляются планы чтения («библиотерапевтическая рецептура»). После прочтения происходит совместный разбор содержания и обсуждение, ведётся читательский дневник.
Соответственно этим характеристикам подбирается и вид литературы: детективная и приключенческая литература (позволяет отвлечься от реальной ситуации); научно-фантастическая литература (стимулирует активность и воображение); историческая литература (помогает находить свои цели в жизни); религиозная, духовная литература (воспитывает терпение, человеколюбие); книги о животных (служат источником успокоения и удовлетворения); литература по искусству (восхищение); любовная литература (отвлекающая); юмористическая и сатирическая литература (стимулирует положительные эмоции, учит психологической защите); книги по самопомощи (информационная помощь, принятие проблем и поиск путей их решения); рассказы, специально созданные медиками-литераторами (для лечения и профилактики, понимания себя); а также классическая художественная литература (разностороннее влияние), публицистика (помогает правильно воспринимать события), сборники афоризмов (вносят порядок в психическую деятельность), фольклор (психотерапевтический заряд от мудрости простого), сказки (в работе с детьми).
Разработана схема психогенных реакций (по классам), в соответствии с которой составлены каталоги литературы. Например, рекомендательный указатель литературы книг о людях (взрослых и детях), преодолевших тяжкий недуг или научившихся достойно жить с неизлечимой болезнью, списки художественных произведений, собранные библиотекарями об инвалидах, старости, смерти и др., научно-популярные списки литературы с комментариями библиотерапевтов — при различных заболеваниях и проблемах.
Основные механизмы психотерапевтического воздействия направленного чтения: отождествление себя с героем произведения, сопереживание, эмоциональная разрядка, нормализация самооценки, изменение отношения и поведения, пробуждение оптимизма, отвлечение от грустных мыслей, помощь в преодолении физических страданий. Чтение выступает также как тренинг чувств. Лечебное воздействие оказывает не только совпадение характеров (писателя и читателя) или граней характера, но и даже их противоположность, благодаря которой читатель острее понимает себя.
Существуют индивидуальная (составляется личный план чтения, например 6—7 произведений) и групповая (обсуждение прочитанного произведения в группе) формы библиотерапевтического процесса.

## Области применения

Памятник «Раскрытая книга», СПб

Библиотерапия связана с медициной, педагогикой и психологией, в частности с психологией чтения. На практике библиотерапия может выполнять диагностические или психотерапевтические функции. 
Есть данные об эффективности библиотерапии при депрессии — как когнитивной библиотерапии, так и поведенческой. При этом использовалась не художественная литература, а научно-популярная книга о психотерапевтическом лечении депрессии.
```
Для диагностики тревожности может предлагаться сделать письменный анализ сказки 
Х. Андерсена
 «Гадкий утёнок» или рассказа 
А. Чехова
 «Тоска».
```

В психотерапевтических целях могут использоваться различные произведения в зависимости от общей ситуации, цели терапии:
- Повышение самооценки: рассказ «Рыжая» И. Хургиной
- Активирование внутренних ресурсов[20]: рассказ Г. Успенского «Выпрямила»
- Настрой больных на преодоление трудностей: роман «Я умею прыгать через лужи» А. Маршалла или повесть «Барьер» П. Вежинова
- Настрой на творение чудес своими руками: «Алые паруса» А. Грина
- Помогающие осмыслить своё существование[17]: рассказы К. Паустовского
- Как пособие для родителей: рассказ Ф. Искандера «Авторитет»[21]
- Служат источником эмоционального наслаждения, оптимизируют настроение[22]: рассказы Э. Успенского, Н. Носова, В. Драгунского
- Обучение позитивному мироотношению: повесть Э. Портер «Поллианна»
- Помощь одиноким людям)[15]: психотерапевтическая повесть «Зал редких книг» М. Бурно
- Для успокоения: «Былое и думы» А. Герцена
- Неуверенным в себе)[23]: воспоминания, письма и биографии Л. Толстого, Ф. Достоевского, А. Чехова
- Самопомощь при утрате: «Раковый корпус» А. Солженицына (8-я глава как введение в библиотерапию)[10], «Смерть Ивана Ильича» Л. Толстого (принятие болезни и смерти)[24], пособие «Наутро после потери» Б. Дейтс.

В 2021 году Библиотеки Фрунзенского района Санкт-Петербурга запустили модернизированный проект «Телефонные сказки +», который ранее обрел популярность во время пандемии COVID-19, библиотекари читают сказки и малую прозу детям и взрослым.

## Примеры использования

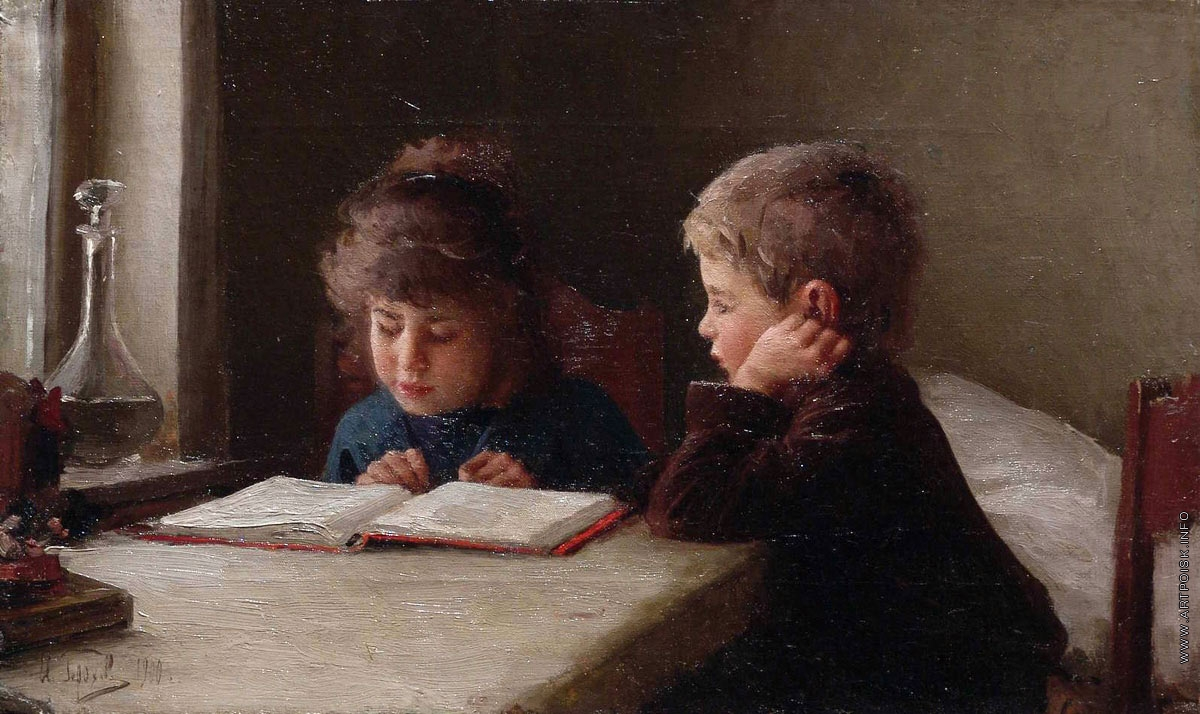
И. Горохов «Дети за чтением»

Выделяют три направления библиотерапии:
- библиоведческое — библиотека для больных как фактор, отвлекающий от мыслей о болезни, помогающий переносить физические страдания (цель руководства чтением конкретного читателя или однородных читательских групп не ставится);
- психотерапевтическое — библиотерапия как компонент психотерапевтического лечения (проводится врачом-психоневрологом или психиатром без участия библиотекаря);
- вспомогательное, а в ряде случаев и равноправная часть лечебного процесса при неврозах и соматических заболеваниях (требует участия врача-психотерапевта и специально обученного библиотекаря).

## Организации
- Association for Bibliotherapy and Applied Literature (ABAL) — Ассоциация библиотерапии и прикладной литературы
- Polskie Towarzystwo Biblioterapeutyczne — Польское библиотерапевтическое товарищество
- Американская библиотечная ассоциация в Чикаго, отдел лечебных и реабилитационных библиотечных услуг (выпускает журнал «Лечебные и реабилитационные библиотечные услуги» («Health and Rehabilitative Library Services»))
- Национальная ассоциация терапии поэзией в Нью-Йорке (выпускает «Журнал терапии поэзией» («Journal of Poetry Therapy»))[10]